# Creta di Aip
La Creta di Aip, ou Trogkofel en allemand, est une montagne qui s'élève à 2 279 ou 2 280 m d'altitude dans les Alpes carniques, à la frontière entre l'Italie et l'Autriche.